# Metal Gear Solid (комікс)
«Metal Gear Solid» (або англ. «Metal Gear Solid Vol 1») — сюжетна арка коміксів про Соліда Снейка з всесвіту Metal Gear Solid. Старт публікацій розпочався у 2004 році видавництвом IDW Publishing і складається з 12 випусків.

## Сюжет

### Офіційна збірка коміксів. Частина 1
Підрозділ генетично вдосконалених терористів захоплює таємний військовий об’єкт на Алясці. Масштаби катастрофи та її можливі наслідки важко навіть передбачити. Події починають розвиватися з шаленою швидкістю. Світ стоїть на порозі ядерної війни. У терористів закінчується терпіння, вони погрожують застосувати секретну зброю, руйнівна сила якої, ще не мала аналогів в історії війн.
До складу збірки Metal Gear Solid книга 1, увійшли перші шість частин графічної новели Metal Gear Solid, автора Кріса Опріско, створеною за мотивами однойменної культової відео гри Хідео Коджими. За графічну частину цього гостросюжетного шпигунського бойовика відповідає Ешлі Вуд, чудовий художник з Австралії, чия унікальна манера та стиль, створюють суміш графіки та живопису, що вражає.

### Офіційна збірка коміксів. Частина 2
Людство на порозі третьої світової війни. Підрозділ терористів захоплює військовий об’єкт з ядерним арсеналом. Для взяття ситуації під контроль залучають експерта з диверсійних операцій з кодовим ім’ям Солід Снейк. Лише він має реальні шанси запобігти трагедії планетарного масштабу.
До складу збірки Metal Gear Solid книга 2, увійшли 7-12 частини графічної новели Metal Gear Solid. За графічну частину цього тому також відповідає Ешлі Вуд.

## Персонажі

### Солід Снейк
Справжнє ім'я: Девід
Стать: Чоловіча
Статус: Неодружений
Вік: Близько 30
Національність: Американець
Зріст: 182 см
Додаткові навички: Вільно володіє шістьма мовами. Експерт зі стрибків із парашутом, підводного плавання, альпінізму, дрібнокаліберної стрілецької зброї, військової техніки та підводних операцій.
Має відмінні фізичні показники, адаптивний та інтуїтивний психологічний профіль та IQ близько 180 одиниць. Саме тому Солід Снейк вважається ідеальним оперативником для роботи під прикриттям. Його професіоналізм та ефективність як самостійної бойової одиниці під час проникнення в стан ворога та ліквідації загроз, як показали успішні кампанії в Зовнішніх небесах та Занзібарі, ніким досі не перевершені ані поміж колег з ЦРУ, ані бійцями його колишнього загону, легендарної організації Фоксхаунд. 
Ліквідувавши оперативників-відступників Фоксхаунду Грей Фокса та Біг Боса у Занзібарі, Снейк усамітнився серед дикої природи, щоб відновитися та забути про своє буремне минуле. Переживаючи провину та психологічну травму через власний бойовий досвід, Снейк поступився посттравматичному стресовому розладу (ПТСР), типовому для ветеранів, але вкрай виснажливому недугу. Саме його він намагався полегшити, тренуючи собак породи хаскі. Однак, до того, як він почав свій довгий шлях до внутрішнього спокою, колишній керівник Снейка у Фоксхаунді, полковник Рой Кемпбелл, вистежив його, щоб використати унікальні здібності Снейка на ще одному, останньому завданні. 